# Lijst van Koerdische dynastieën en landen

## Voormalige dynastieën
| Naam                       | Vlag | Bestaan                           | Locatie                             |
| -------------------------- | ---- | --------------------------------- | ----------------------------------- |
| Shaddadieden               |      | 951–1174                          | Zuidelijke Kaukasus                 |
| Rawadieden                 |      | 955–1071                          | Tabriz en Maragha                   |
| Hadhabani                  |      | 943–1063                          |                                     |
| Shalmani van Iran en Syrië |      |                                   |                                     |
| Marwanieden                |      | 990–1096                          | Dinawar                             |
| Hasanwayhieden             |      | 959–1095                          | Kermanshah                          |
| Kakuyieden                 |      | 1008–1051                         | Isfahan                             |
| Annazieden                 |      | 991–1117                          | Hulwan                              |
| Ayyubiddynastie            |      | 1171–1341                         |                                     |
| Vazaldom Ardalan           |      | 1169–1867                         |                                     |
| Emiraat Baban              |      | 1649–1851                         | regio van Suleimaniya               |
| Emiraat Soran              |      | 1816–1835                         | Rawanduz                            |
| Emiraat Hakkâri            |      | 1835                              | huidig Zuidoost-Turkije             |
| Emiraat Bahdinan           |      | 1339–1843                         | Amediye                             |
| Vorstendom Bitlis          |      |                                   |                                     |
| Emiraat Bohtan             |      | 1330–1855                         | Cizre, Jazira                       |
| Mukriyan                   |      | eind 15e eeuw tot midden 19e eeuw | Piranshahr & Mahabad                |
| Zanddynastie               |      | 1750–1794                         | Iran, Irak, Azerbeidzjan en Armenië |

## Voormalige landen
| Naam                        | Vlag | Bestaan           | Locatie      |
| --------------------------- | ---- | ----------------- | ------------ |
| Koninkrijk Koerdistan       |      | 1921–1924 en 1925 | Irak         |
| Oejezd Koerdistan           |      | 1923–1929         | Azerbeidzjan |
| Okroeg Koerdistan           |      | 1930              | Azerbeidzjan |
| Republiek Ararat            |      | 1927–1930         | Turkije      |
| Republiek Mahabad           |      | 1946–1947         | Iran         |
| Lachin Koerdische Republiek |      | 1992              | Lachin       |

## Huidige landen
| Naam                      | Vlag | Bestaan                                                                 | Locatie          |
| ------------------------- | ---- | ----------------------------------------------------------------------- | ---------------- |
| Koerdische Autonome Regio |      | 11 maart 1970 – heden (Koerdistan Regionale Overheid vanaf 4 juli 1992) | noorden van Irak |
| Rojava                    |      | mogelijk 19 juli 2012 – heden                                           | Syrië            |

Iraaks-Koerdistan ·
Iraans-Koerdistan · 
Syrisch-Koerdistan ·
Turks-Koerdistan

Emiraat Biyara ·
Koninkrijk Koerdistan ·
Republiek Ararat ·
Republiek Mahabad